# Georg Fehleisen
Georg Fehleisen (* 2. März 1893 in Schwäbisch Hall; † 30. November 1936 in Bad Ems) war ein deutscher Architekt.

## Leben
Fehleisen wurde am 2. März 1893 als Sohn des Lehrers und späteren Gymnasial-Professors in Tübingen, Georg Fehleisen (1855–1934), geboren. Seine Mutter, Charlotte Gös, war die Tochter des Tübinger Oberbürgermeisters Julius Gös (1830–1897). Fehleisen studierte ab 1912 Architektur an der Technischen Hochschule Stuttgart. Das Studium wurde unterbrochen durch den Einsatz als Soldat im Ersten Weltkrieg über die gesamte Dauer von 1914 bis 1918. Zu seinen Lehrern in Stuttgart zählte u. a. Paul Bonatz, der ihn 1920 als einen von zwölf Studenten bei einer städtebaulichen Gesamtplanung für Köln mitarbeiten ließ.
Durch diesen Wettbewerb wurde Fehleisen im Rheinland bekannt und erhielt 1921 eine Anstellung beim Hochbauamt der Stadt Duisburg. Hier blieb er bis 1925. In dieser Zeit entwarf er u. a. den Neuen Friedhof (Waldfriedhof) und das Krematorium in Duisburg sowie einige Häuser und Grünflächen. Ebenso soll er sich am Wettbewerb um den Schulhausneubau in Neuwied (vor 1923) beteiligt haben.
Fehleisen wurde 1925 mit der architekturgeschichtlichen Dissertation Die Bauten des Klosters Alpirsbach promovierte. Die Doktorarbeit erschien 1929 bei B.G. Teubner in der Reihe Beiträge zur Kulturgeschichte des Mittelalters und der Renaissance. Ziel der Arbeit war es, aus der Sicht eines Architekten den ursprünglichen Bauplan des Klosters Alpirsbach zu ermitteln. Der Arbeit sind zahlreichen Zeichnungen von Georg Fehleisen beigefügt. Sein Doktorvater war der 1912 an die Technische Hochschule Stuttgart berufene Professor für Baugeschichte Ernst Robert Fiechter (1875–1948). Zweitgutachter war Heinz Wetzel (1882–1945), der seit 1925 als Professor für Städtebau und Siedlungsbau in Stuttgart lehrte.
Ab April 1925 war er als Mitarbeiter im Büro von Georg Metzendorf in Essen tätig. Nach dem Freitod von Heinrich Metzendorf im Februar 1923, dem Bruder von Georg Metzendorf, wurde das Architekturbüro in Bensheim als Zweigbüro von Georg Metzendorf fortgeführt und zunächst von Joseph Winter geleitet. Winter empfahl sich jedoch für den Posten des Stadtbaumeisters in Heppenheim. Für seine Nachfolge im Büro wurde daraufhin Fehleisen im März 1927 nach Bensheim an der Bergstraße entsandt. Fehleisen brachte die angefangenen Projekte des Büros zu Ende und fand relativ schnell neue Auftraggeber. Dies war der Grund dafür, dass er sich bereits 1928 als selbstständiger Architekt in Bensheim niederließ. Ein weiterer Grund war vermutlich die im April 1928 erfolgte Heirat mit Sibylle Regnault geb. Freiin von Oldershausen (geb. 1897), die er aus seiner Essener Zeit kannte. Sibylle war davor ab 1919 mit Fritz Regnault verheiratet; aus der Ehe ging der Sohn Claus (* 1930; 1969 für tot erklärt) hervor, den die Mutter in die zweite Ehe einbrachte.
Fehleisen hat in einigen Jahren zahlreiche Bauwerke entworfen und ausgeführt. Zu den bekanntesten zählen die Bauwerke im Umfeld der Deutsche Milchwerke AG (auch genannt Fissan-Werke) in Zwingenberg (Bergstraße). Den Direktor, Arthur Sauer (1874–1946), lernte Fehleisen bereits 1927 kennen, da das Büro von Heinrich Metzendorf seit 1904 für das Unternehmen von Sauer tätig war. Bis zu seinem frühen Tod war Fehleisen Hausarchitekt des Unternehmens.
Die von Fehleisen entworfene „Adolf-Hitler-Siedlung“ sowie der erste Bauabschnitt des neuen Fabrikgebäudes der Fissan-Werke wurden von den neuen Machthabern propagandistisch für ihre Zwecke ausgenutzt. Die Anlage wurde mehrfach hochrangigen Staatsgästen vorgeführt.
Sauer vermittelte Fehleisen auch Kontakte zu den pharmazeutischen Knoll-Werken in Ludwigshafen, wodurch sich für ihn weitere Planungs- und Bauaufträge ergaben. Vermutlich durch die Vermittlung von Georg Metzendorf entstand auch eine Verbindung des Büros von Fehleisen zu der Zementindustriellenfamilie Dyckerhoff in Mainz-Amöneburg. Fehleisen erhielt dadurch Aufträge für Häuser der Familie in Mainz und Wiesbaden und für Ergänzungsbauten der Industrieanlagen.
Seine Ehe mit Sibylle von Oldershausen war wegen seiner homosexuellen Neigungen und ihrer teilweise jüdischen Abstammung problematisch geworden. Die angeratene Scheidung wurde am 9. Mai 1936 vollzogen. Georg Fehleisen starb am 30. November 1936 offiziell an den Folgen eines Autounfalls. Verdachtsmomente, dass es sich hierbei um einen Selbstmord gehandelt habe, konnten nie vollständig ausgeräumt werden.

## Werk
- 1927/1928: Haus Fey in Bensheim, Roonstraße; Haus Rudolph in Darmstadt-Eberstadt
- 1928: Umbau der Alten Villa von Arthur Sauer in Zwingenberg, Darmstädter Straße
- 1928: Haus Naef in Ober-Hambach
- 1928–1934: Fabrikgebäude der Deutsche Milchwerke AG in Zwingenberg
- 1928–1932 und 1933–1935: Gebäude der Knoll AG in Ludwigshafen
- 1929: Beamtenwohnhaus der Kommunalen Landesbank in Darmstadt
- 1929/1930: Haus Framm in Auerbach, Ernst-Ludwig-Promenade
- 1929–1931: Haus Guntrum in Nierstein
- 1930: Haus Münkler in Bensheim, Moltkestraße
- 1930: Entwurf für ein Fabrikgebäude Wilhelm Euler, Bensheim (nicht ausgeführt)
- 1930/1931: Haus von Rengers in Wiesbaden
- 1930–1932: Häuser der Familie Dyckerhoff in Mainz-Amöneburg und in Wiesbaden-Biebrich
- 1931–1932: Haus Schmidt in Heidelberg; Haus Weichsel in Bensheim, Friedhofstraße
- 1932: Haus Kling in Bensheim, Wilhelm-Euler-Straße; Haus Wemnz in Bensheim, Hügelstraße
- 1932/1933: Beamtenwohnhaus der Deutsche Milchwerke AG in Zwingenberg
- 1933: Erweiterung des Hofguts Rineck
- 1933/1934: Wohnbebauung, so genannte „Adolf-Hitler-Siedlung“, der Deutsche Milchwerke AG in Zwingenberg, Arthur-Sauer-Anlage
- 1934: Umbau und Erweiterung des Hofguts Disibodenberg; Haus Friedrich in Darmstadt
- 1934/1935: Wohnhaus der Familie Brücher-Beger in Bensheim, Wilhelmstraße; Bezirkssparkasse in Heppenheim
- 1934/1935: Fabrikneubau (1. Bauabschnitt) der Deutsche Milchwerke AG in Zwingenberg, Darmstädter Straße 34/36
- 1935: Haus Meyer-Fehleisen in Kirchheim unter Teck; Industriebauten der Firma Dyckerhoff in Mainz-Amöneburg
- 1935: Sanatorium der Reichsanstalt für Arbeit Stamberg bei Schriesheim
- 1935/1936: Direktoren-Villen Arthur Sauer in Zwingenberg, Stuckertstraße
- 1935–1939: Tonwerke Heppenheim (Beteiligung)
- 1936: Häuser Gölz und Glöckler in Kirchheim unter Teck; Haus Andreae in Bensheim, Ernst-Ludwig-Straße; Haus Carstanjen-Lange in Bensheim, Ernst-Ludwig-Straße; Haus Rauttner in Darmstadt; Haus Tscherning in Eberswalde; Haus von Reichenau in Heidelberg

## Schriften
- Die Bauten des Klosters Alpirsbach. Dissertation, Technische Hochschule Stuttgart, 1925. Gedruckt 1929 bei B.G. Teubner, Leipzig und Berlin.